# Jan Vopat (2003)
Jan Vopat (* 18. února 2003 Most) je český lední hokejista hrající na postu útočníka. Jeho dědečkem je hokejista Jan Vopat, otcem další hokejista Jan Vopat, strýcem Roman Vopat a bratrem Lukáš Vopat.

## Život
S hokejem začínal ve svém rodném městě v tamním klubu. Mládežnická léta strávil v Litvínově. V sezóně 2020/2021 odešel hrát do Finska, kde nastupoval za výběry do osmnácti a dvaceti let klubu Ilves-Hockey z Tampere. Po roce se opět vrátil do své vlasti a ročník 2021/2022 strávil mezi juniory Litvínova. V sezóně 2022/2023 nastupoval i nadále za litvínovské juniory, kterým dělal kapitána, a jedno utkání odehrál i za mostecké Lvy. Ročník 2023/2024 patřil i nadále do kádru juniorů Litvínova a vedle toho v rámci střídavých startů nastoupil k pěti zápasům za litoměřický Stadion. Před sezónou 2024/2025 se pokoušel probojovat do kádru pražské Slavie, avšak neuspěl.